# کلسیم سیترات مالات
کلسیم سیترات مالات (به انگلیسی: Calcium citrate malate) با فرمول شیمیایی (C۶H۷O۷)x·(C۴H۵O۵)y·(Ca۲+)z یک ترکیب شیمیایی است. که جرم مولی آن متغیر می‌باشد. شکل ظاهری این ترکیب، جامد سفید است.